# Izabela Drwęska

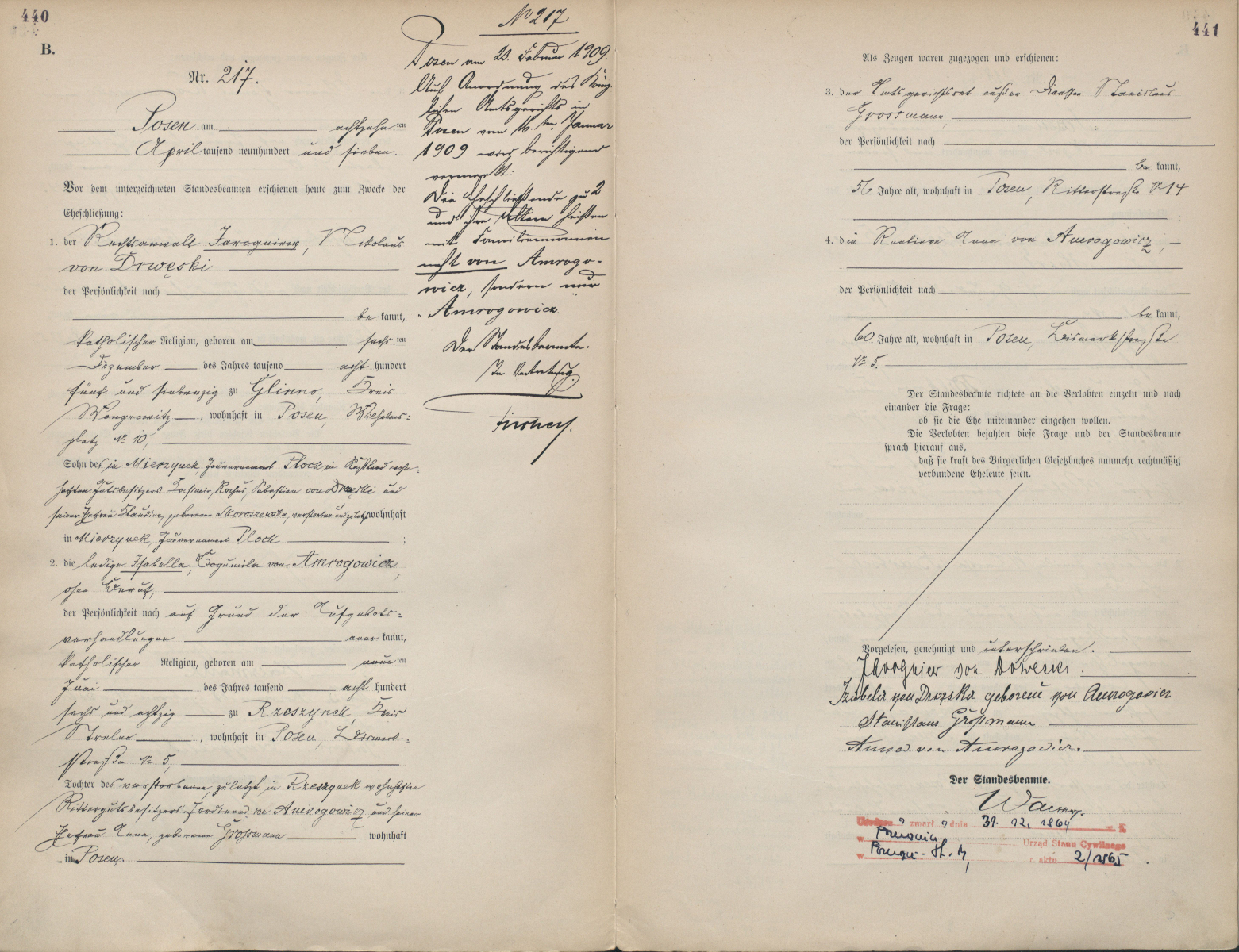
Akt ślubu Izabeli Bogumiły Amrogowicz i Jarogniewa Drwęskiego

Izabela Bogumiła Drwęska (ur. 9 czerwca 1886 w Rzeszynku, zm. 31 grudnia 1964 w Poznaniu) – polska ziemianka i działaczka społeczna, uczestniczka powstania wielkopolskiego.

## Życiorys
Była córką Ferdynanda Amrogowicza i Anny z Grossmannów. Przyszła na świat w rodzinnym majątku Rzeszynek nad jeziorem Gopło. Miała troje rodzeństwa. Starszy brat przejął rodowy majątek. Rodzice i siostry zamieszkali w Warszawie i spoczywają na Cmentarzu Powązkowskim. Rodzina Amrogowiczów wywodziła się prawdopodobnie z Tatarów.
Maturę zdała w szkole sióstr urszulanek w Krakowie. Została wyróżniona za wyniki w nauce. Jedną z jej nauczycielek była Julia Maria Halka-Ledóchowska. Następnie Izabela studiowała nauki przyrodnicze na Uniwersytecie we Fryburgu. Regularnie bywała w domu Ignacego Mościckiego. Studia przerwała.
W dniu 18 kwietnia 1907 w Poznaniu wzięła ślub cywilny z Jarogniewem Drwęskim, dwa dni później w kościele św. Marcina ślub kościelny. Mieli synów: Antoniego Józefa (1908–1994) Jerzego (1911–1995) i Aleksandra Jarogniewa (1921–1938).
Po I wojnie światowej zorganizowała w Poznaniu kantyny dla wracających z frontu żołnierzy. W barakach naprzeciw dworca kolejowego w Poznaniu powstała świetlica i stołówka dla żołnierzy. Opiekę nad placówką sprawował poznański oddział Czerwonego Krzyża.
W okresie powstania wielkopolskiego była jedną z liderek ruchu kobiet na rzecz wsparcia powstańców. Współorganizowała sanitarną i zaopatrzeniową służbę pomocniczą kobiet. Zbierała fundusze. Na bazie istniejących stołówek dla weteranów zorganizowała kilka garkuchni i punktów wydających posiłki (w gmachu prezydium policji, w zamku, w Bazarze, na Jeżycach i na dworcu kolejowym). W powstaniu walczył jej brat Bogdan.
W styczniu 1919 współorganizowała Ognisko dla żołnierza polskiego – gospodę i czytelnię z wypożyczalnią książek, które zaopatrywały koszary i lazarety w symbole narodowe, śpiewniki, modlitewniki, podręczniki, zeszyty i ołówki.
Izabela była pierwszą prezeską poznańskiego oddziału Czerwonego Krzyża.
Wspierała męża, doradzając mu i omawiając z nim projekty, które podejmował jako prezydent Poznania. Wykonywała korekty jego artykułów, notowała teksty replik adwokackich, opiekowała się korespondencją, podejmowała prace biurowe, prowadziła kalendarz męża. Pisywała felietony do gazet o profilu endeckim i chadeckim.
Po śmierci męża w 1921 pozostała wdową. Zamieszkała w poniemieckim folwarku w Karnówku koło Nakła. Majątek, jeden z zarządzanych przez Okręgowy Urząd Ziemski w Poznaniu, dostała w nagrodę za zasługi męża i własne. Zamieszkała z dwoma młodszymi synami (starszy uczył się w Poznaniu). Majątkiem o powierzchni ponad 500 ha zarządzał, a potem dzierżawił, rotm. Jerzy Dzwonkowski (1892–1940), były adiutant 1 Pułku Ułanów Wielkopolskich.
W październiku 1926 próbowała zamienić mieszkanie przy ul. Słowackiego 4/6, ale Senat Akademicki Uniwersytetu Poznańskiego odmówił. Stąd wynika, że nadal była jego właścicielką.
Po śmierci męża jednym z jej adoratorów był Władysław Anders. Rodziny Drwęskich i Andersów przyjaźniły się. Najstarszy syn Izabeli, korespondent w czasie II wojny światowej, większość wojny spędził II Korpusie Polskim.
W momencie wybuchu II wojny światowej wyjechała do Warszawy z synem Jerzym. Przez całą wojnę ukrywała się. Po 1945 zamieszkała w Poznaniu. Prowadziła kawiarnię Margo w budynku kina Bałtyk. Później, do przejścia na emeryturę, pracowała w Domu Książki. Czasowo zajmowała się dziennikarstwem.
W dniu 4 stycznia 1965 została pochowana na Cmentarzu Komunalnym Junikowo w Poznaniu (pole:14 kwatera:2 rząd:3 miejsce:8). Na tablicy nagrobnej pod jej nazwiskiem widnieje napis powstaniec wielkopolski. Spoczywa z synem Jerzym, jego żoną Lidią z Kotarbów i córką Ewą Anną.

## Odznaczenia
Została uhonorowana Medalem Niepodległości.

## Upamiętnienie
W Poznaniu istnieje Park Izabeli i Jarogniewa Drwęskich. Nazwę nadano mu w 2003. 
W dniu 27 kwietnia 2019 była bohaterką wykładu (wraz z mężem) wygłoszonego przez Alinę Kucharską i Ewę Tomaszewską, zorganizowanego w Muzeum Archidiecezjalnym na Ostrowie Tumskim w Poznaniu. Wykład zorganizowano w ramach cyklu „Zapomniani Wielkopolanie”. 